# ملف سري (مسلسل)
ملف سري هو مسلسل تلفزيوني مصري عُرض في شهر رمضان عام 1443 هـ (2 أبريل 2022م)، من بطولة هاني سلامة وعائشة بن أحمد وماجد المصري وإدوارد، من تأليف محمود حجاج، ومن إخراج حسن البلاسي.

## قصة المسلسل
تدور الأحداث حول عمليات الفساد من رجال الأعمال بعائلة المالكي، التي تملك تعاملات اقتصادية كبيرة في السوق المصري، حيث أنهم يملكون عددا من الشركات والمصانع الكبيرة، وكانوا يصدرون للناس فكرة أنهم عائلة تمتلك النزاهة والأمانة، ولكن عن طريق شخص ما تم اكتشاف إحدى التعاملات غير السليمة، يوكل إلى القاضي يحيى عز الدين مهمة محاكمة عائلة المالكي الثرية، يدفعه سعيه لتحقيق العدالة لخوض صدامات خطيرة مع عائلة المالكي.

## طاقم التمثيل
- هاني سلامة: (يحيى عز الدين)
- عائشة بن أحمد: (مريم المالكي)
- ماجد المصري: (يوسف المالكي)
- إدوارد: (حازم)
- محمد محمود عبد العزيز: (ليل المصري)
- مادلين طبر: (والدة يحيى)
- نضال الشافعي: (شاكر)
- محمود حجازي: (شريف المالكي - ضيف شرف)
- دنيا عبد العزيز: (أمنية)
- محسن محيي الدين: (هارون المالكي)
- دينا: (فريدة)
- لبنى ونس: (والدة نور)
- أحمد الرافعي: (ناجي)
- إيهاب فهمي: (حسين)
- كارولين عزمي: (جوري المالكي)
- عمر زكريا: (أحمد الغندور)
- رحمة حسن: (نور - ضيفة شرف)
- محمد يلماز
- أمير شاهين
- صفاء جلال
- حامد الشراب
- جميل عزيز
- حمدي حافظ
- محمد التاجي
- ناجي سعد
- ناصر شاهين
- مهجة عبد الرحمن
- علي حمدي
- صبا الرافعي
- مهند حسني
- نور محمود
- علاء مرسي
- نبيل عيسى
- الكو داوود
- إيمان يوسف
- رانيا الملاح
- لمياء كرم
- غادة طلعت
- محمد يحيى أبو النجا
- جيسي الحكيم
- محمد تامر
- كنزي رماح: (الطفلة مليكة)

## فريق العمل
- إخراج: حسن البلاسي
- تأليف: محمود حجاج
- إنتاج: مجموعة فنون مصر (محمد محمود عبد العزيز - ريمون مقار)
- مونتاج: محمد بكر
- موسيقى تصويرية: أشرف الزفتاوي